# Park Chan-wook
En aquest nom coreà, el cognom és Park.
Park Chan-wook (Jecheon, 23 d'agost de 1963) és un director de cinema i guionista sud-coreà. És un dels cineastes més aclamats al seu país natal i reconegut internacionalment per la seva trilogia sobre la venjança composta per Sympathy for mr. Vengeance (2002), Oldboy (2003) i finalment Chinjeolhan geumjassi (2005).

## Biografia
Graduat pel departament de Filosofia de la Universitat de Sogang, va iniciar la seva carrera cinematogràfica com ajudant del director Jae-young Gwak a la pel·lícula A Sketch of a Rainy Day (1988). L'any 1992 va escriure i va dirigir la seva primera pel·lícula Moon is the Sun's Dream, juntament amb Saminjo (Trio) l'any 1997 i Simpan (Judgement) el 1999. Cap d'aquestes pel·lícules no van obtenir gaire èxit ni comercial ni de crítica, fins que va estrenar Joint Security Area el 2000. JSA és una de la pel·lícules més taquilleres de la història de Corea del Sud i el seu èxit va catapultar a Park ràpidament a la fama. Després va iniciar la "trilogia de la venjança", amb Sympathy for mr. Vengeance (2002), seguida per Oldboy del 2003, guanyadora del gran premi del jurat del Festival de Canes de 2004, i acabada amb Sympathy for Lady Vengeance, del 2005.

## Filmografia

### Director
- Moon Is the Sun's Dream (1992)
- Saminjo (1997)... amb Trio
- Judgement, curtmetratge (1999)
- Joint Security Area (2000)
- Sympathy for mr. Vengeance (2002)

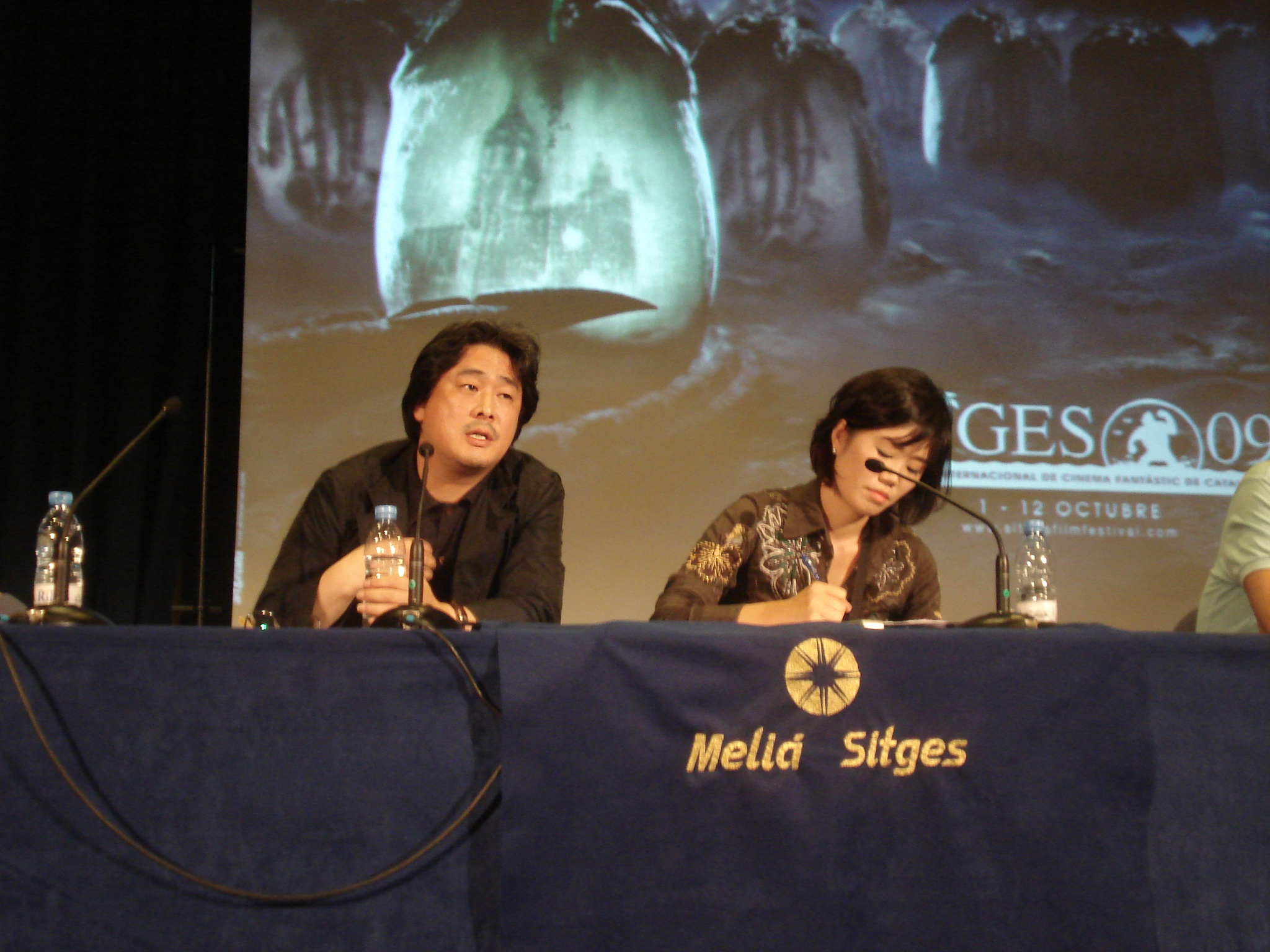
Chan-wook Park durant una clase magistral al Festival Internacional de Cinema de Catalunya 2009.

- If You Were Me, segment Never Ending Peace And Love (2003)
- Old Boy (2003)
- Three... Extremes, segment Cut (2004)
- Chinjeolhan geumjassi (2005)
- I'm a Cyborg, But That's OK (2006)
- Thirst (2009)
- Night Fishing, migmetratge (2011)
- Stoker (2013)
- The Handmaiden (2016)
- Decision to Leave (2022)

### Escriptor
- Moon Is the Sun's Dream (1992)
- Saminjo (1997)...amb Trio
- Judgement (1999)
- AnarcAnarchists (2000)
- Joint Security Area (2000)
- The Humanist (2001)
- Sympathy for Mr. Vengeance (2002)
- A Bizarre Love Triangle (2002)
- If You Were Me (2003)
- Oldboy (2003) (screenplay)
- Three... Extremes (2004) (segment: "Cut")
- Sympathy for Lady Vengeance (2005)
- Sonyeon, Cheonguk-e gada (2005)
- I'm a Cyborg, But That's OK (2006)
- Crush and Blush (2008)
- Thirst (2009)

### Productor
- I'm a Cyborg, But That's OK (2009)
- Crush and Blush (2008)
- Thirst (2009)

## Premis
- 2000. Premi per la millor pel·lícula als Blue Dragon Film Awards per Joint Security Area
- 2000. Premi per la millor direcció als Blue Dragon Film Awards per Joint Security Area
- 2002. Premi per la millor pel·lícula als Pusan Film Critics Awards per Sympathy for Mr. Vengeance
- 2002. Premi per la millor direcció als Pusan Film Critics Awards per Sympathy for Mr. Vengeance
- 2003. Premi per la millor direcció als Blue Dragon Film Awards per Old Boy
- 2004. Gran Premi del Jurat del Festival Internacional de Cinema de Canes per Old Boy
- 2004. Premi per la millor pel·lícula als Pusan Film Critics Awards 2004, per Old Boy
- 2004. Premi al millor director en el premis Pusan Film Critics 2004, per Old Boy
- 2004. Premi a la millor pel·lícula del Festival Internacional de Cinema de Catalunya per Old Boy[3]
- 2004. Premi del públic al Festival Internacional de Cinema de Stockholm per Old Boy
- 2005. Petit Lleó d'Or del Festival de Cinema de Berlín per Chinjeolhan geumjassi
- 2007. Premi al millor guió del Festival Internacional de Cinema de Catalunya per I'm a Cyborg, But That's OK[4]
- 2008. Premi al film internacional de fantasia al Fantasporto per I'm a Cyborg, But That's OK
- 2009. Premi del Jurat del Festival Internacional de Cinema de Canes per Bakjwi
- 2011. Os d'Or al millor curtmetratge del Festival de Cinema de Berlín per Paranmanjang[5]